# Boris Kosjevnikov
Boris Tichonovitsj Kosjevnikov (Russisch: Борис Тихонович Кожевников) (Veliki Novgorod, Rusland, 13 december 1906 – ?, 8 april 1985) was een Russische componist, muziekpedagoog en dirigent.

## Levensloop
Zijn studie deed hij aan het Instituut voor muziek en drama in Charkov, Oekraïne, in de vakken compositie en orkestdirectie. In 1933 gradueerde hij daar. Daarna ging hij aan het Hoge School voor Militairmuziek in Moskou, Rusland.
In 1940 werd hij docent aan het Conservatorium van Moskou "P.I. Tsjaikovski" (Russisch: Московская Государственная Консерватория им. П.И.Чайковского). Verder was hij dirigent van verschillende theaterorkesten in Moskou.
Zijn werken zijn in Rusland en de andere landen van de voormalige Sovjet-Unie heel bekend. In het Westen is zijn naam meestal niet bekend. Hij schreef meer dan 70 werken voor harmonieorkest.

## Composities (Uittreksel)

### Werken voor orkest
- 1935 Danssuite over Oekraïense Thema's
- 1936 Sinfonietta
- 1937 Vrolijke Overture
- 1938 Concert voor trompet en orkest
- 1973 Intermezzo voor vier trombones

### Werken voor harmonieorkest
- 1943 Symfonie Nr.1 voor harmonieorkest
- 1945 Symfonie Nr.2 "Overwinning" voor harmonieorkest
- 1950/1958 Symfonie Nr.3 - Slawjanskaja (De Slavische) voor harmonieorkest  
  1. Allegro Deciso[1]
  2. Tempo di Valse[2]
  3. Allegro moderato con eleganza[3]
  4. Allegro[4]
- 1967 Symfonie Nr.4 voor harmonieorkest
- 1977 Symfonie Nr.5 "Voor de bouwers van de Baikal-Amoerspoorweg" (Симфония № 5 «Посвящённая Строителям БАМа») voor harmonieorkest
  1. Allegro maestoso
  2. Moderato assai, Cantabile
  3. Allegro vivace
  4. Tempo di marcia
- Feestelijke ouverture
- Patriottische ouverture
- Russische fantasie
- The Heart of Native-land